# خورخه بلانکو
خورخه بلانکو (اسپانیایی: Jorge Blanco‎؛ زادهٔ ۱۹ دسامبر ۱۹۹۱) بازیگر، موسیقی‌دان، خواننده، رقصنده، گیتارنواز اهل مکزیک است. وی از سال ۲۰۰۷ میلادی تاکنون مشغول فعالیت بوده‌است.
از فیلم‌ها یا مجموعه‌های تلویزیونی که وی در آن‌ها نقش داشته‌است، می‌توان به ویولتا اشاره نمود.